# Färöische Holzkirchen

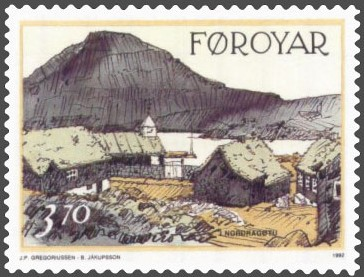
Die alte Holzkirche von Gøta stammt von 1833 und wurde bei ihrem 100. Jahrestag als die älteste ihrer Art angesehen. Die Bewohner von Hvalvík wussten es aber besser, denn dort wurde schon 1829 ein solcher Bau errichtet. Färöische Briefmarke
von 1992. Künstler: Jákup Pauli Gregoriussen. In seinem Buch Gomlu trækirkjurnar werden diese und andere Geschichten erzählt

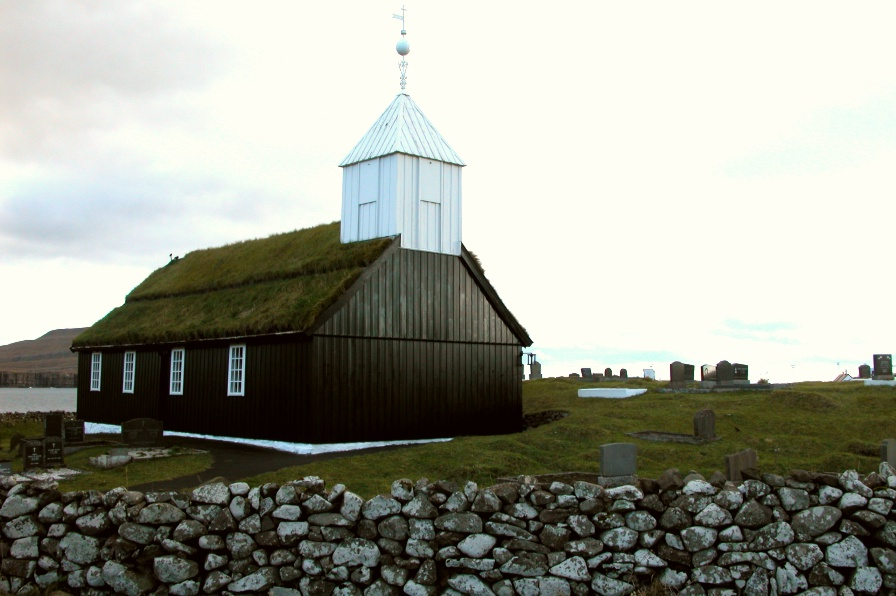
Die Kirche von Sandur steht auf historischem Grund und kann auf eine 1000-jährige Geschichte zurückblicken.

Die Färöischen Holzkirchen (färöisch: trækirkja, Pl. trækirkjur) aus dem 19. Jahrhundert gehören zu den architektonisch wichtigsten Baudenkmälern der Färöer. Im engeren Sinne werden hierunter die Kirchengebäude verstanden, die zwischen 1829 und 1847 errichtet wurden.

## Vorgeschichte
Schon die Färingersaga erzählt, dass Sigmundur Brestisson nach der Christianisierung der Färöer 999 eine Kirche auf seiner Heimatinsel Skúvoy baute. Archäologisch belegt ist die Kirche von Sandur auf der Nachbarinsel Sandoy, die im gleichen Zeitraum entstanden sein muss. Beides waren Stabkirchen, wie wir sie aus Norwegen kennen. Erhalten sind diese ersten Zeugnisse des Christentums nach der Wikingerzeit auf den Färöern in Sandur nur noch als Fundament der heutigen Kirche, während in Skúvoy lediglich Sigmunds Grabstein vermuten lässt, dass dort seine Kirche stand.
Aus der Zeit des katholischen Bistum Färöer (ca. 1100 bis 1538) sind nur die Ruine des unvollendeten Magnusdoms (ab 1300) und die Ólavskirche (13. Jahrhundert) in Kirkjubøur erhalten. Letztere ist nachweisbar kontinuierlich bis heute im Betrieb und war früher die Domkirche des Landes. Beides sind Steinkirchen. Daneben haben Archäologen die Kirche Úti á Líkhúsi identifiziert. Es ist bisher umstritten, ob es sich dabei um eine weitere erste Kirche aus Sigmunds Zeit handelt, oder aber um die Kirche, die um 1420 angefangen wurde und St. Brendan geweiht war. Zusammen mit dem alten Bischofssitz, dem Kirkjubøargarður bildet dieses Areal den historisch wertvollsten Ort der Färöer. Entsprechend steht es auf der Liste der Kandidaten zum UNESCO-Weltkulturerbe.
Seit dem Mittelalter waren also Steinkirchen üblich, und erst später verzichtete man auf die Steinmauern und baute nur noch aus Holz. Das ist auf den waldlosen Färöern ein sehr kostbarer Baustoff, den es nur als Treibholz oder Importware gibt.
Die heutige Tórshavner Domkirche ist die zweitälteste intakte Kirche der Färöer. Sie stammt von 1788 und ist die älteste Holzkirche des Landes.

## Holzkirchen 1829–1847
Neben den oben genannten Bauten sind die ältesten erhaltenen die Holzkirchen aus der Periode von 1829 bis 1847. Sie stehen generell an Orten, wo schon früher Kirchen existierten, aber nie viel länger als 100 Jahre der Witterung trotzen konnten. Gemeinsame Merkmale dieser insgesamt zehn (ursprünglich 14) Kirchen sind:
- Schwarz geteerte Außenwände aus Holz;
- Traditionelles färöisches Grasdach;
- Kleiner weißer Kirchturm in Form eines Dachreiters, entweder diagonal oder gleichlaufend auf dem Dachfirst (so werden zwei Typen dieser Kirchen unterschieden);
- Weißgestrichener Sockel der aus Naturstein gemauert wurde (Ausnahme: Kirche von Sandur ohne Sockel);
- Interieur aus unbehandeltem oder gebeiztem Holz;
- Mit aufwändigen Schnitzereien verzierter Lettner zwischen Chor und Kirchenschiff;
- Schnitzereien an den Balken, Wänden und Bänken. Der sonstige Schmuck dieser Kirchen ist schlicht.

Voraus ging eine relative Verbesserung der färöischen Wirtschaft, sodass neue Kirchenbauten möglich wurden. Die Holzkirchen dieser Zeit wurden von örtlichen Zimmerleuten oder Bootsbauern gebaut. Alle Schnitzereien stammen von ihnen. Sie sind daher ein Ausdruck der damaligen Volkskunst.
Die älteste Kirche dieser Art steht in Hvalvík (1829). Sie wurde vom Baumeister Joen Michelsen aus Velbastaður gezimmert, der auch an den weiteren Kirchen der Epoche beteiligt war und dafür auf den Färöern berühmt ist.
Die anderen neun färöischen Holzkirchen sind (mit Weihdatum):
- Gøta (1833)
- Strendur (1834)
- Kaldbak (1835)
- Kollafjørður (1837)
- Oyndarfjørður (1838)
- Sandur (1839)
- Nes (1843)
- Porkeri (1847)
- Funningur (1847)

Der aktuelle dänische Reiseführer Turen går til Færørne (2005) schreibt:
Früher standen die Kirchen für das Publikum offen, aber alles angrapschende Touristen haben dem ein Ende bereitet. Möchte man eine färöische Kirche von innen sehen, kann man am Gottesdienst teilnehmen, der sonntags um 11 oder 12 Uhr stattfindet. Eine andere Möglichkeit ist, im Ort zu fragen, wer den Schlüssel hat und einem die Kirche zeigt.

Fotos der alten Holzkirchen
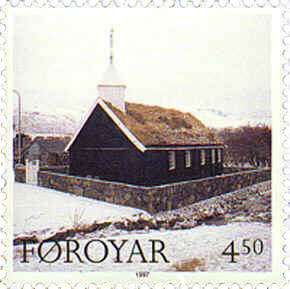
Hvalvík 1829
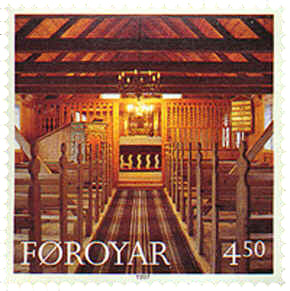
Das Innere der Kirche von Hvalvík
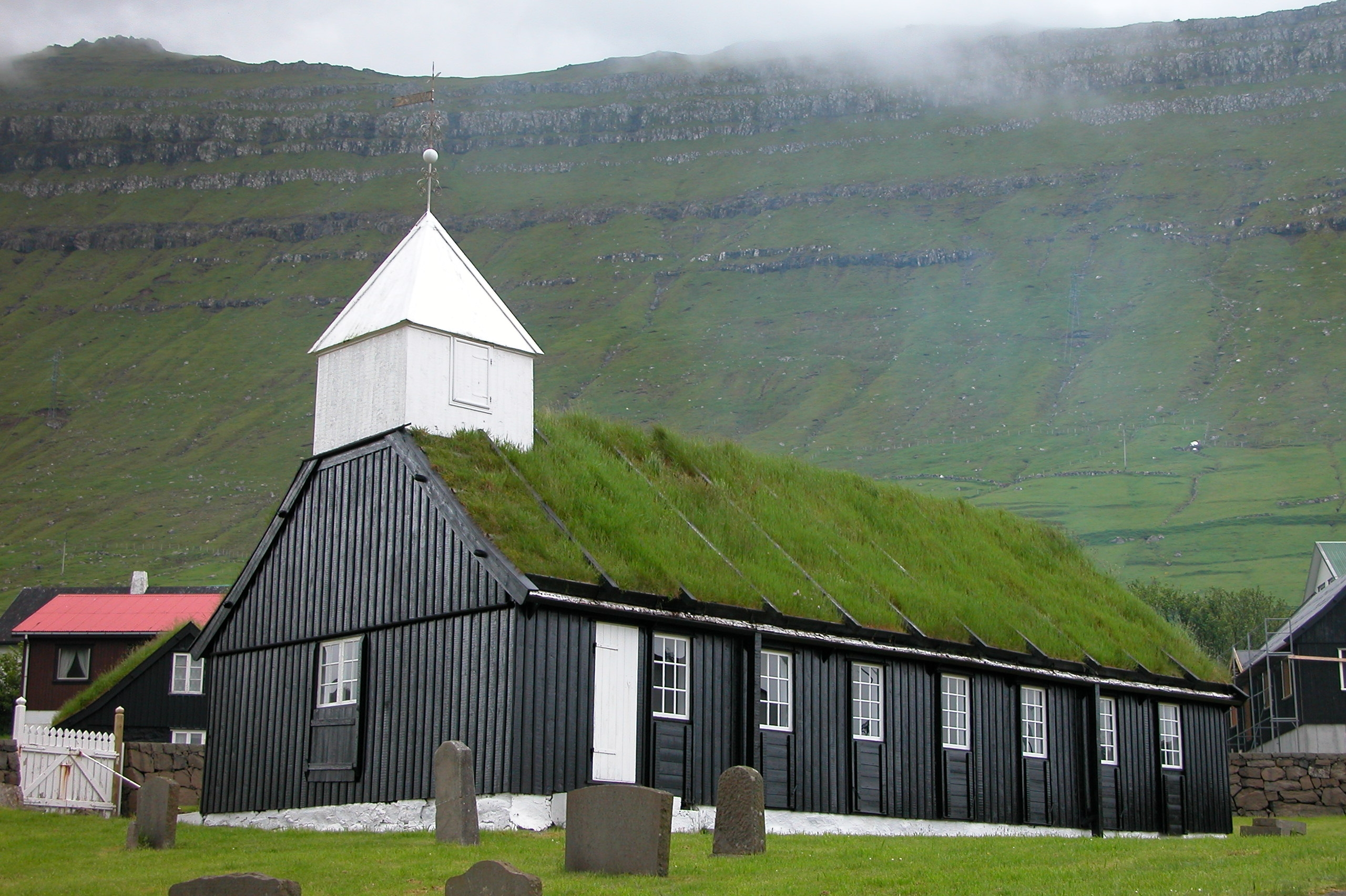
Gøta 1833
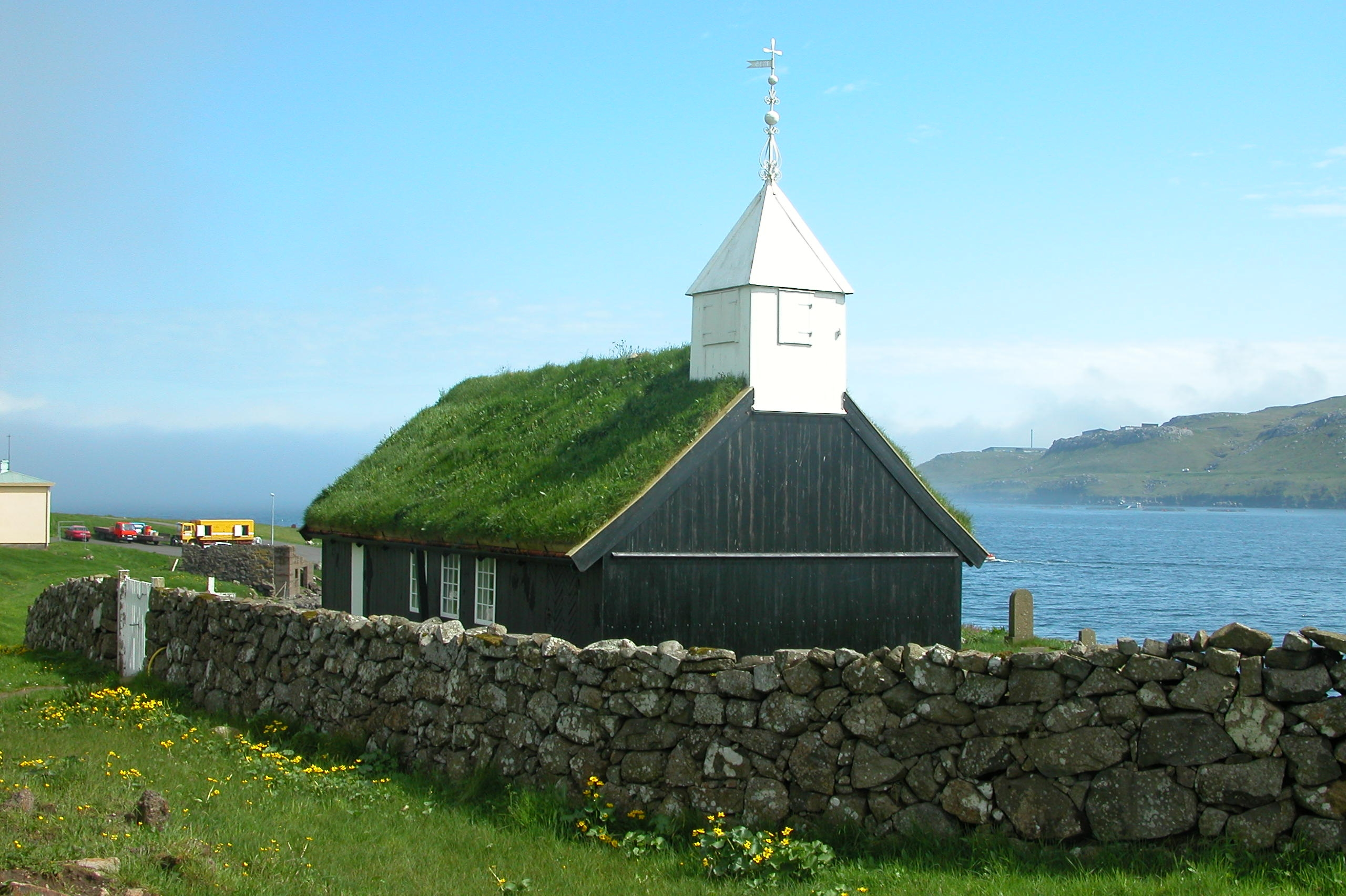
Kaldbak 1835
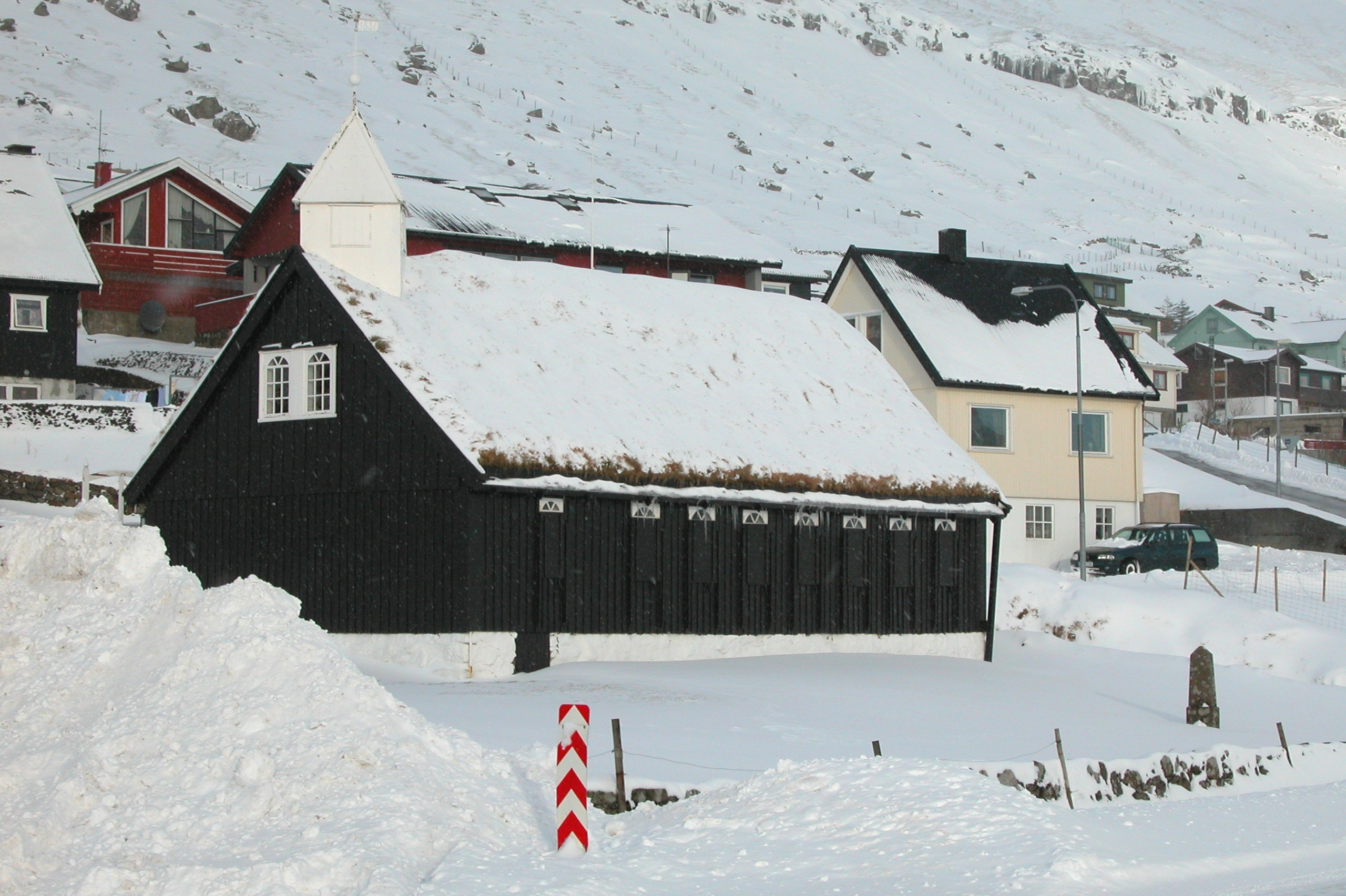
Kollafjørður 1837
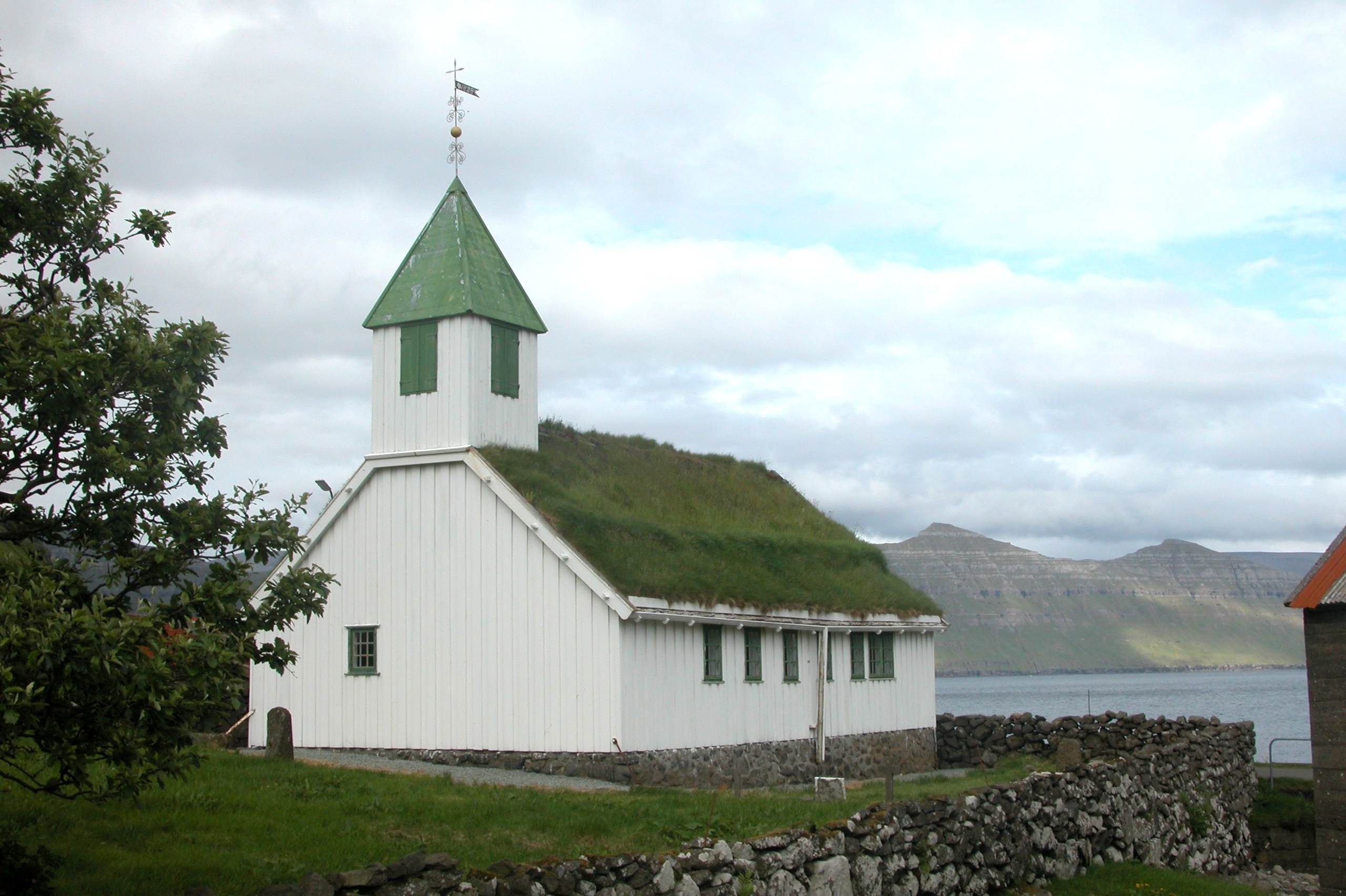
Oyndarfjørður 1838
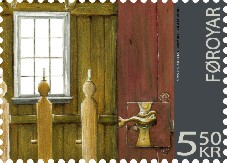
Sandur 1839 (Briefmarke von 2006)
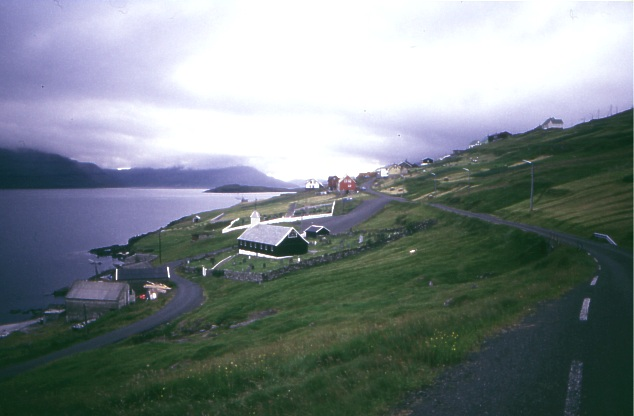
Nes 1843
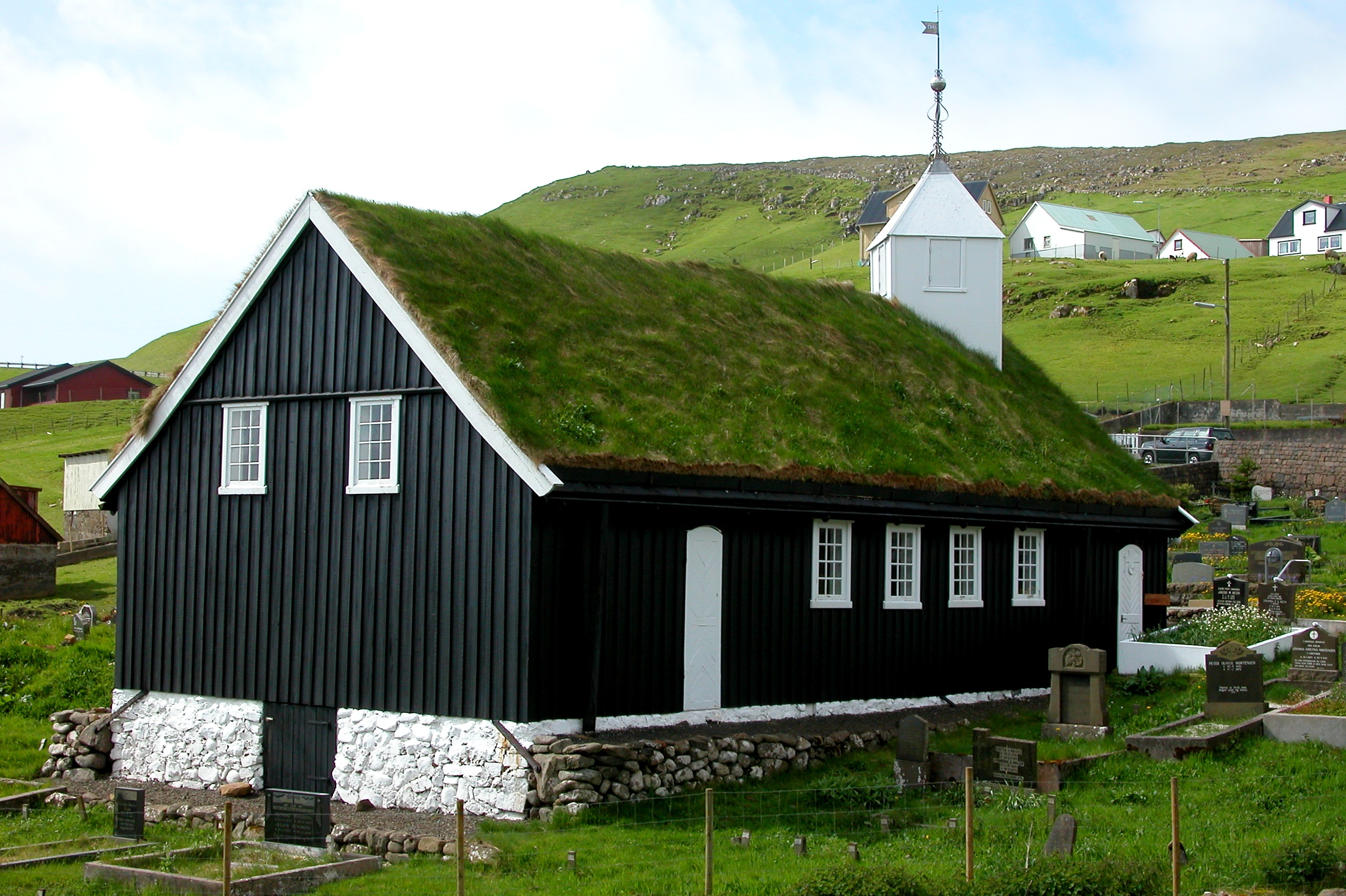
Porkeri 1847
Das Innere der Kirche von Porkeri
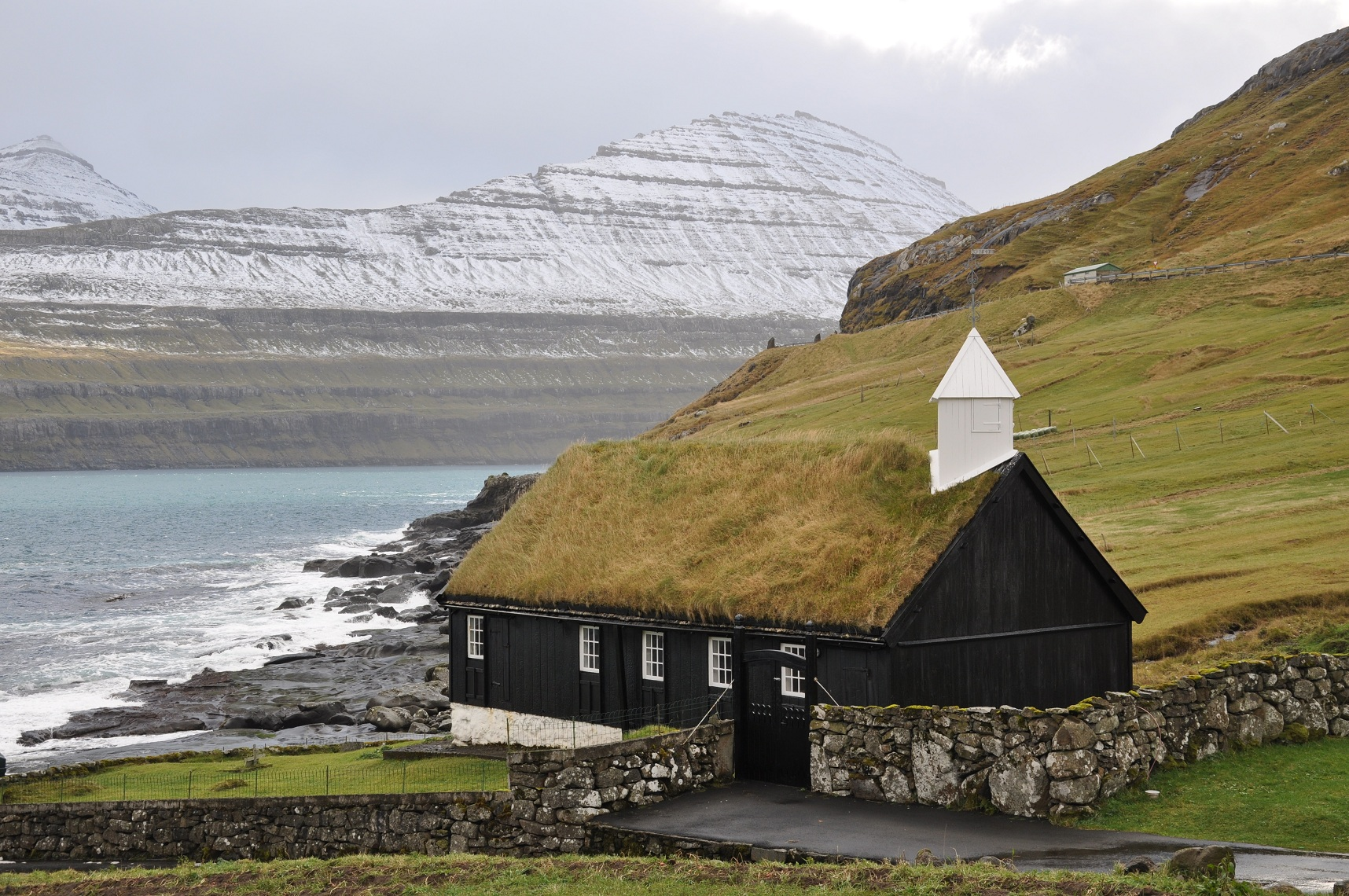
Funningur 1847
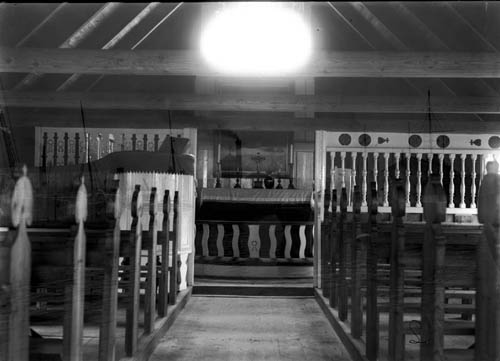
Das Innere einer färöischen Holzkirche 1899